# Philodina foissneri
Philodina foissneri är en hjuldjursart som beskrevs av Koste 1996. Philodina foissneri ingår i släktet Philodina och familjen Philodinidae. Inga underarter finns listade i Catalogue of Life.